# Surf Nicaragua
Surf Nicaragua ist die erste EP der US-amerikanischen Thrash-Metal-Band Sacred Reich. Sie erschien 1988.

## Titelliste
1. Surf Nicaragua (Phil Rind) – 4:39
2. One Nation (Phil Rind/Wiley Arnett) – 3:24
3. War Pigs (Iommi/Osbourne/Butler/Ward) – 6:07
4. Draining You of Life (Phil Rind) – 3:18

Die MC-Version enthält alle Titel auf beiden Seiten, die CD- und Picture-Disc-Versionen zusätzlich Live-Versionen von Ignorance und Death Squad.

## Musikstil und Texte
Das Schlagzeugspiel hat sich gegenüber dem Debütalbum Ignorance deutlich verändert; es basiert weniger auf „Getrappel“ auf der Double-Bass und ist klarer. Auch der Punk-Einfluss der Band ist deutlicher zu hören. Die Texte handeln von Krieg und Politik. Das Titellied, das auf eine Szene aus Apocalypse Now anspielt und eine Melodie aus dem Beach-Boys-Titel Wipeout aufgreift, behandelt in schwarzem Humor die Möglichkeit, dass junge US-Amerikaner zum Krieg gegen Nicaragua gezwungen werden könnten, und One Nation ruft die Amerikaner auf, Rassismus und Bigotterie zu verwerfen und zur Verbesserung der Verhältnisse zusammenzuarbeiten. Steve von The Metal Observer bezeichnete die Stücke als mit mehr Mitteltempo, Palm-Muting-Riffs für einen „knusprigeren“, weniger rohen Klang, und einer intellektuelleren Art der Textkomposition durchdachter als auf dem Debüt.

## Kritiken
Im Metal Hammer vergab Andrea Nieradzik seinerzeit 6 von 7 Punkten für "eine gute Thrash-Scheibe" mit "vier Tracks, die auf ganzer Linie überzeugen können", und konstatierte, dass Sacred Reich "vielen namhaften Acts dieser Musikrichtung zumindest ebenbürtig, wenn nicht teilweise sogar überlegen ist".
Opium schrieb in seiner Kritik für Metal Storm, Surf Nicaragua sei ein „unsterblicher Klassiker der Spät-80er-Thrash-Szene“, dessen Adrenalinstoß nur von anderen „unsterblichen“ Veröffentlichung derselben Zeit erreicht werde. Die Band biete einen „Überfall“ an unterschiedlichen Klängen, sei bei deren Entfaltung jedoch inkonsistent. Laut Alex Henderson von Allmusic zeigt sich auf der EP der Fortschritt der Musiker; Geschwindigkeit werde verständiger eingesetzt. Die Höhepunkte der EP reichten vom Black-Sabbath-Cover War Pigs, das perfekt zu Sacred Reichs generell grimmiger Anschauung passe, bis hin zu eigenem Material wie One Nation und dem Titellied. Thomas Kleinertz von Metalnews zufolge spielte die Band „erste Sahne Thrash Metal“, die EP enthalte „einen Smasher nach dem anderen und […] damals wie heute essentielle Nackenbrecher der aufstrebenden Thrash Szene“. Sacred Reichs Version von War Pigs bezeichnete er als „sehr geil“ eingespielt. Steve von The Metal Observer zufolge verfestigte die EP die Position der Band als aktivistisches Gewissen des Thrash Metal und als Innovator in einem Genre, das dabei war, seinen kreativen Höhepunkt zu erreichen. Ingo Nentwig von Metal.de bezeichnete Surf Nicaragua als „eigentlich die politische EP schlechthin“, die „unvergessliche Stücke, die wohl in keiner ordentlichen CD-Sammlung fehlen sollten“, enthalte. Die gesellschaftskritischen Inhalte der EP werden als heute noch aktuell angesehen.